# BCL-M5

BCL-M5 är ett pansarskyddat persontransportfordon tillverkat i Algeriet av Central Logistics Base (BCL) i Beni Mered, som är en offentlig industriell och kommersiell anläggning under det algeriska försvarsdepartementet. Fordonet designades 1991 och togs i bruk 1993. Det är uppkallat efter Central Logistics Base (BCL).
BCL-M5 är ett fyrhjulsdrivet pansarfordon, liknande i form och storlek till de ryska BTR-fordonen, och kan utrustas med en 25 mm kanon. Det bygger på grunden av en SNVI m120 lastbil som innehåller en tysk F6L912 KHD Deutz-motor med en kapacitet på 120 hästkrafter, som tillverkas helt lokalt under licens från Deutz. Fordonet har två dörrar på varje sida för föraren och befälhavaren, öppningar på taket och små fönster på båda sidorna, med totalt åtta skjuthål. Det kan transportera åtta fullt beväpnade personal plus två besättningsmedlemmar.
Pansaret på BCL-M5 kan skydda fordonets passagerare mot träffar från pansarbrytande ammunition av 7,62 mm kaliber, medan fronten kan motstå träffar från ammunition av 14,5 mm kaliber. Fordonet har även ett "V"-format golv, som ger hög skyddsnivå mot minor och improviserade spränganordningar (IED). Det tål explosionen från en 8 kg mina och kan ytterligare förbättras vid behov genom att bära ytterligare pansarmoduler.
BCL-M5 kan utrustas med en mängd olika fjärrstyrda och tornmonterade vapensystem. Vanligtvis är den utrustad med en 7,62 mm fjärrstyrd kulspruta, ihop med en 40 mm automatisk granatkastare. Den kan dock även bära vapensystem med kaliber på upp till 90 mm.